# Kay Morley
Kay Morley (Pocatello, 7 de abril de 1920 - Palm Springs, 17 de noviembre de 2020) fue una actriz estadounidense que trabajó en Hollywood en las décadas de 1940 y 1950. Fue principalmente conocida por su trabajo en películas B.
Morley falleció el 17 de noviembre de 2020 en su casa de Palm Springs a los 100 años.

## Biografía
Leona Elaine Winona DaVinna nació el 17 de abril de 1920 en Pocatello, Idaho y pasó su infancia en una reserva de nativos americanos donde su padre era superintendente. Más tarde contó que estaba visitando a un amigo en Hollywood cuando un agente la vio en un mostrador de refrescos.
Morley comenzó en Hollywood como una chica glamorosa de Goldwyn. A partir de ahí, ganó papeles en películas como Up in Arms y Youth Aflame; Después de una serie de papeles en la pantalla grande en la década de 1940, trabajó principalmente en televisión en la década de 1950. Estuvo casada primero con el director Charles Vidor y luego con el actor Richard Crane; ella y Crane tuvieron al menos un hijo juntos.

## Filmografía seleccionada
- Carga sellada (1951).
- Senderos finales (1949).
- Marca forajida (1948).
- Carta de una mujer desconocida (1948).
- Campus de luna de miel (1948).
- Secreto más allá de la puerta (1947).
- Código de la silla de montar (1947).
- Serenata de seis cañones (1947).
- Betty Co-Ed (1946).
- Es un placer (1945).
- La princesa y el pirata (1944).
- Juventud en llamas (1944).
- El mundo del espectáculo (1944).
- Arriba en armas (1944).